# Tenemos que hablar de Kevin
Tenemos que hablar de Kevin (título original en inglés: We need to talk about Kevin) es una película britanoestadounidense de 2011 adaptada y dirigida por Lynne Ramsay sobre la novela homónima de la autora estadounidense Lionel Shriver. Un largo proceso de desarrollo y financiación comenzó en el 2005, y el rodaje terminó finalmente en abril del 2010.[cita requerida]
Tilda Swinton interpreta a la madre de Kevin, luchando para llegar a un acuerdo con su hijo y los asesinatos que ha cometido. La película se estrenó en el Festival de Cannes 2011 y se lanzó en el Reino Unido el 21 de octubre del 2011.[cita requerida]

## Argumento
El adolescente Kevin Khatchadourian (Ezra Miller) está en la cárcel después de cometer un crimen. Su madre, Eva (Tilda Swinton), una escritora de viajes que alguna vez tuvo éxito, vive sola en una casa en decadencia y trabaja en una agencia de viajes de un centro comercial en un pueblo cerca de la prisión donde visita a Kevin. Ella lo recuerda mientras crecía y a su vez intenta hacer frente a la ira y la hostilidad de sus vecinos, que saben que es la madre de Kevin. Sus recuerdos aparecen en escenas retrospectivas.
La vida de Kevin ha sido independiente y difícil. No se relaciona con su madre: cuando era un bebé lloraba incesantemente, se resistía a aprender a ir al baño, rechazaba las muestras de cariño y no parecía tener ningún interés en nada. Siendo todavía pequeño, la frustración de Eva con su hijo incorregible, la lleva a tirar a Kevin contra la pared, rompiéndole el brazo. Cuando Eva intenta hablar con su esposo Franklin (John C. Reilly) acerca de su creciente preocupación por los problemas de Kevin, rechaza sus preocupaciones e inventa excusas por el comportamiento de Kevin. Su segunda hija, Celie, es vivaz y alegre. Kevin finalmente muestra interés en algo cuando Franklin le regala un arco y una flecha y le enseña tiro con arco. El muchacho se convierte en un excelente tirador. Cuando la mascota de Celie es asesinada, y la niña queda ciega de un ojo por culpa de su hermano, Eva está convencida de que Kevin les ha hecho daño a propósito a ambos. Al mismo tiempo, Franklin insiste en que estos eventos fueron accidentes y que su hijo es inocente. Este patrón de sospecha por parte de Eva y las excusas de su marido intensifican el temor de la escritora por su hijo, ya que empieza a ver en el adolescente indicios crecientes de placer al herir a los demás. Esto culmina con el trazado y ejecución de los múltiples asesinatos que incluyen a su padre, a Celie, a sus maestros y compañeros, y posteriormente a su encarcelamiento por haber hecho una masacre en su escuela.
La película concluye en el segundo aniversario de la masacre, cuando Eva visita a Kevin en prisión. Kevin está ansioso porque su cumpleaños número 18 y su traslado a una prisión para adultos es inminente. Eva le pregunta por qué cometió los asesinatos y él responde "Antes creía saberlo, ahora no estoy tan seguro". Un oficial informa que el tiempo de la visita terminó. Eva le da un abrazo a Kevin y él se despide de ella mientras se lo llevan.

## Reparto
- Tilda Swinton: Eva Khatchadourian.
- John C. Reilly: Franklin Plaskett.
- Ezra Miller: Kevin Khatchadourian.
- Jasper Newell: Kevin a los seis años.
- Rocky Duer: Kevin de niño de pecho.
- Ashley Gerasimovich: Celia Khatchadourian.
- Siobhan Fallon Hogan: Wanda.
- Alex Manette: Colin.

## Producción
En el 2005, BBC Films adquirió los derechos para adaptar el libro como una película. Los productores ejecutivos Paula Jalfon y Christine Langan se encargaron de la fase de desarrollo y fueron acompañados por el productor ejecutivo Steven Soderbergh.
Lynne Ramsay, que quedó disponible después de que su participación en la adaptación cinematográfica de The Lovely Bones llegó a su fin, firmó para dirigir y estaba trabajando en un guion con el escritor de In the bedroom, Robert Festinger, en 2006. A Shriver se le ofreció un papel consultivo en el proceso de producción pero lo rechazó, afirmando que estaba «hasta el cuello con ese libro», aunque sí expresó interés por cómo la película capturaría el papel de Eva como la narradora poco fiable. La producción no había comenzado para el 2007, aunque BBC Films renovó los derechos de adaptación a principios de año. En una entrevista con The Herald en septiembre de 2007, Shriver dijo que no se había puesto en contacto con Ramsay para hablar sobre la película durante más de dos años. El portavoz de Ramsay dijo al periódico que estaba preparando una nueva versión del guion y, en el momento en que la entrevista fue publicada, no se lo había presentado a los productores. La productora de Michael Clayton, Jennifer Fox, se unió al equipo de producción en 2008; se esperaba que la película se comenzara a rodar ese año. El guion apareció en el Brit List 2008, un compilado de los mejores guiones sin producir de la industria cinematográfica británica. El socio de Ramsay, Rory Stewart Kinnear, también contribuyó al guion final.
Christine Langan dijo al London Evening Standard en febrero de 2010 que el retraso en la producción había sido causado por BBC Films teniendo dificultades para financiar el alto presupuesto; Ramsay reescribió el guion para que la película pudiera hacerse a un menor costo. El UK Film Council otorgó £18 510 a la producción de su fondo de desarrollo en el mismo mes. Más respaldo financiero fue proporcionado por Footprint Investments LLP, Caemhan Partnership LLP y Lipsync Productions, y la producción es en asociación con Artina Films y Forward Films.

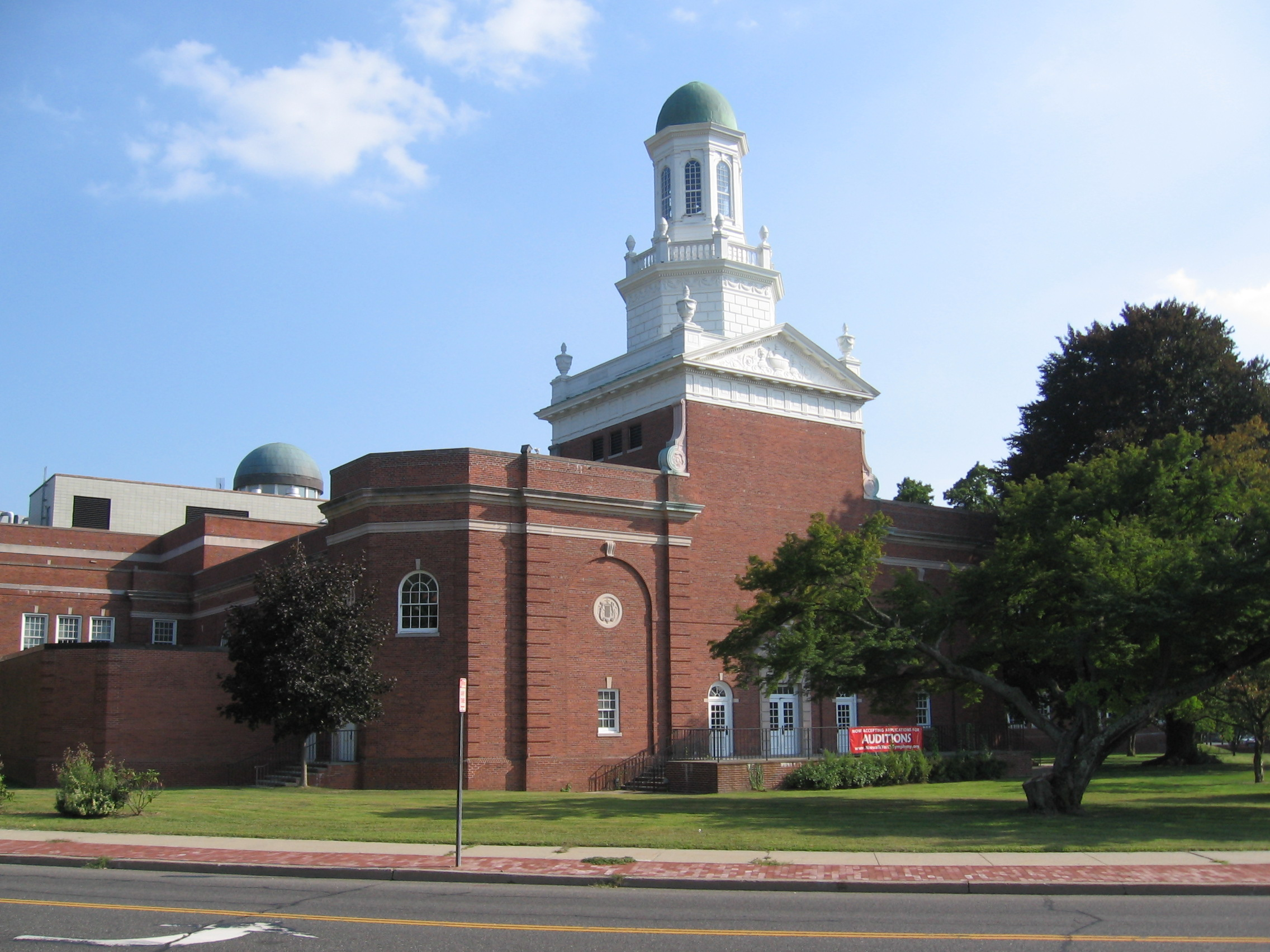
La película se filmó en Norwalk, Connecticut.

El rodaje comenzó el 19 de abril de 2010 en Stamford, Connecticut y concluyó el 28 de mayo de 2010. Una ubicación clave de la filmación fue la Secundaria Técnica J.M. Wright de Stamford. Jonny Greenwood de la banda Radiohead compuso la música de la película.

## Estreno
En octubre de 2009, IFC Films recuperó los derechos de ventas internacionales e hizo preventas en el American Film Market. Artificial Eye distribuyó la película en el Reino Unido desde el 21 de octubre de 2011. Oscilloscope Laboratories distribuiría la película a cines en los Estados Unidos en el invierno de 2011.
La película se estrenó en el Festival de Cannes 2011, donde fue elogiada por los críticos de cine.
Tenemos que hablar de Kevin se lanzó en Blu-ray y DVD el 29 de mayo de 2012.

## Recepción

### Taquilla
Hasta el 19 de abril de 2012, Tenemos que hablar de Kevin ha recaudado $1 656 241 en los Estados Unidos, junto con $4 300 250 en otros países, para un total mundial de $5 956 491.

### Respuesta de la crítica
Tenemos que hablar de Kevin recibió críticas muy positivas. La película tiene actualmente un 76% de «votos frescos» en Rotten Tomatoes; su consenso dice: «Tenemos que hablar de Kevin es una magistral mezcla de drama y terror, con fantásticas actuaciones en todos los ámbitos (Tilda Swinton especialmente, entregando una de las mejores)». En Metacritic, la película recibió un 68 de 100 basado en «comentarios generalmente favorables».
El crítico Roger Ebert del Chicago Sun-Times le dio a la película 4 de 4 estrellas y dijo: «Como un retrato de un estado de deterioro de la mente, Tenemos que hablar de Kevin es una película magistral».
El crítico Mark Kermode de la BBC Radio 5 Live, la nombró como la mejor película de 2011.
Jake Martin, un sacerdote y crítico de cine jesuita, escribió en su reseña en Busted Halo que la película no es «otra entrega en el panteón de las películas posmodernas que intentan agredir a la voluntad humana para dar sentido al mundo». En cambio, dice que «en realidad tenemos que hablar de Tenemos que hablar de Kevin, ya que, si lo que intenta hacer es casarse con los componentes más oscuros y más nihilistas del cine contemporáneo con un mensaje de redención es revolucionario».
Tilda Swinton fue candidata a varios premios de actuación, incluyendo un premio Globo de oro, el del Sindicato de Actores y el BAFTA a la mejor actriz en un papel principal. Su actuación también recibió elogios por el crítico de cine David Thomson en una reseña de la película publicada en The New Republic.